# ستيوارت تورنر (لاعب كرة قاعدة)
ستيوارت تورنر (بالإنجليزية: Stuart Turner)‏ هو لاعب كرة قاعدة أمريكي، ولد في 27 ديسمبر 1991 في مدينة يونيس في الولايات المتحدة.

## وصلات خارجية
- ستيوارت تورنر على موقع دوري كرة القاعدة الرئيسي (الإنجليزية)
- ستيوارت تورنر على موقعبيزبول رفرنس.كوم (الدوري الرئيسي) (الإنجليزية)
- ستيوارت تورنر على موقعبيزبول رفرنس.كوم (الدوري الثانوي) (الإنجليزية)
- ستيوارت تورنر على موقع إي إس بي إن.كوم (أم.أل.بي) (الإنجليزية)
- ستيوارت تورنر على موقع مشجعي الرسوم البيانية (الإنجليزية)